# 四川大學辦公大樓
四川大学行政楼，又稱明德樓，位於四川省成都市武侯區四川大学望江校区内，总建筑面积为15,000平方米，建于1954年，爲时任四川省建设厅建筑设计院总工程师的古平南所設計，原为成都工学院第一教学大楼，后成都工学院并入四川大学，该楼于2000年改做四川大学办公大楼。
2002年12月27日公佈為四川省第六批省級文物保護單位。2004年挂牌城市优秀近现代建筑。2013年3月5日列為第七批全國重點文物保護單位。